# Хриалети
Хриалети (груз. ხრიალეთი) — село в Грузии, на территории Озургетского муниципалитета края (мхаре) Гурия.

## География
Село находится в западной части Грузии, к югу от реки Супсы, на расстоянии приблизительно 14 километров (по прямой) к северо-западу от города Озургети, административного центра муниципалитета. Абсолютная высота — 42 метра над уровнем моря.

## Население
По результатам официальной переписи населения 2014 года, в Хриалети проживало 1533 человека (790 мужчин и 743 женщины). В национальной структуре населения грузины составляли 94 %, армяне — 5,5 %, русские — 0,45 %.
| Год  | Население, человек |
| ---- | ------------------ |
| 2002 | 1869               |
| 2014 | ↘ 1533             |